# Mick Mills
Pour les articles homonymes, voir Mills.
Michael Denis Mills, dit Mick Mills, né le 4 janvier 1949 à Godalming (Surrey), est un footballeur anglais.
Ce défenseur polyvalent, capable de jouer dans l'axe ou sur les côtés détient le record de matches joués avec Ipswich Town, club avec lequel il a remporté la Coupe UEFA en 1981.
Mills compte également 42 sélections en équipe d'Angleterre entre 1972 et 1982. Il a notamment disputé le Championnat d'Europe des nations 1980 et surtout la coupe du monde 1982, en tant que capitaine en remplacement de Kevin Keegan, blessé.

## Clubs
- Ipswich Town (1966 - 1982)
- Southampton (1982 - 1985)
- Stoke City (1985 - 1989)

## Palmarès
- Coupe UEFA : 1981
- Coupe d'Angleterre : 1978